# 李懋之
李懋之（1910年—2009年2月11日），男，山西襄垣人，中华人民共和国军事人物，中国人民解放军少将，曾任第二炮兵副司令员。